# Korytarzyk w Żlebie Niedźwiedź
Korytarzyk w Żlebie Niedźwiedź – jaskinia, a właściwie schronisko, w Dolinie Kościeliskiej w Tatrach Zachodnich. Wejście do niej znajduje się w Wąwozie Kraków, w pobliżu Płaśni między Progi, w żlebie opadającym z polany Wolarnia, poniżej Niedźwiedzia, na wysokości 1370 metrów n.p.m. Jaskinia jest pozioma, a jej długość wynosi 5,5 metrów.

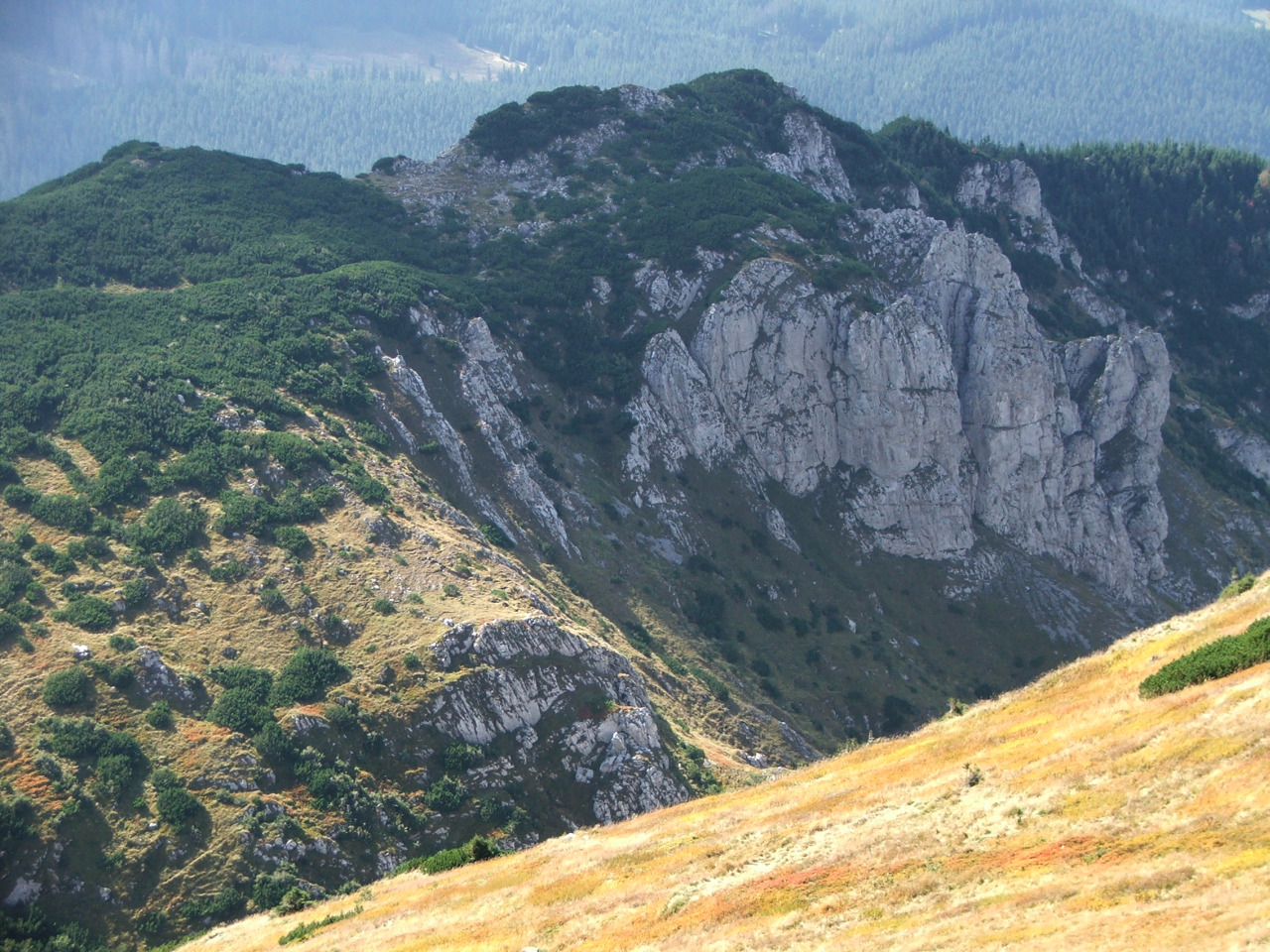
Niedźwiedź od strony Wąwozu Kraków

## Opis jaskini
Jaskinię stanowi niski korytarz zaczynający się w niewielkim otworze wejściowym i kończący małą salką. Z salki na prawo odchodzi krótki korytarzyk.

## Przyroda
W jaskini nie ma nacieków. Zamieszkują ją nietoperze i gryzonie. Ściany są wilgotne, rosną na nich mchy i porosty.

## Historia odkryć
Brak jest danych o odkrywcach jaskini. Jej pierwszy plan i opis sporządziła I. Luty przy pomocy M. Kowalskiej w 1987 roku.